# Distretto di Luricocha
Il distretto di Luricocha è uno degli otto distretti della provincia di Huanta, in Perù. Si trova nella regione di Ayacucho e si estende su una superficie di 130,04 chilometri quadrati.

Ha per capitale la città di Luricocha e nel censimento del 2005 contava 5.782 abitanti.